# Rio Grande do Piauí
Rio Grande do Piauí là một đô thị thuộc bang Piauí, Brasil. Đô thị này có diện tích 595,37 km², dân số năm 2007 là 6445 người, mật độ 10,83 người/km².